# Lloyd French
Pour les articles homonymes, voir French.
Lloyd French est un réalisateur et scénariste américain, né le 11 janvier 1900 à San Francisco, Californie (États-Unis) et mort le 24 mai 1950 à Beverly Hills (États-Unis).

## Filmographie

### comme réalisateur
- 1929 : C'est ma femme (That's My Wife)
- 1931 : A Clean-Up on the Curb
- 1931 : Use Your Noodle
- 1931 : The House Dick
- 1932 : The Knockout
- 1932 : You're Telling Me
- 1932 : Too Many Women avec Robert A. McGowan
- 1932 : Wild Babies
- 1932 : Les Deux Vagabonds (Scram!)
- 1932 : Les Sans-soucis (Pack Up Your Troubles)
- 1933 : Les Deux Flemmards (Me and My Pal) non crédité
- 1933 : Laurel et Hardy policiers (The Midnight Patrol)
- 1933 : Laurel et Hardy menuisiers (Busy Bodies)
- 1933 : Les Ramoneurs (Dirty Work)
- 1934 : Gai, gai, marions-nous (Oliver the Eighth)
- 1934 : The Caretaker's Daughter
- 1934 : Mrs. Barnacle Bill
- 1934 : Mountain Melody
- 1934 : Smoked Hams
- 1934 : Dizzy and Daffy
- 1934 : A Peach of a Pair
- 1935 : The Old Grey Mayor
- 1935 : Double Exposure
- 1935 : His First Flame
- 1935 : Calling All Tars
- 1935 : Why Pay Rent?
- 1935 : Two Boobs in a Balloon
- 1935 : Serves You Right
- 1935 : Watch the Birdie
- 1935 : On the Wagon
- 1935 : Rodeo Day
- 1935 : All-American Drawback
- 1935 : Hillbilly Love
- 1935 : The Officer's Mess
- 1936 : Shop Talk
- 1936 : Rushin' Art
- 1936 : While the Cat's Away
- 1936 : For the Love of Pete
- 1936 : Absorbing Junior
- 1936 : Here's Howe
- 1936 : Punch and Beauty
- 1936 : The Choke's on You
- 1936 : Nut Guilty
- 1936 : The Blonde Bomber
- 1937 : Thirst Aid
- 1937 : A Neckin' Party
- 1937 : Kick Me Again
- 1937 : Taking the Count
- 1937 : Double Talk
- 1937 : Vitaphone Varieties: Stocks and Blondes
- 1937 : Calling All Kids
- 1937 : Henry King and His Orchestra
- 1937 : One on the House
- 1938 : Wedding Yells
- 1938 : Jimmy Dorsey and His Orchestra
- 1938 : The Great Library Misery
- 1938 : Leon Navara and His Orchestra
- 1938 : Melody Master Band: Enric Madriguera and Orchestra
- 1938 : Vitaphone Varieties: Mr. and Mrs. Jesse Crawford
- 1938 : Freddie Rich and His Orchestra
- 1938 : Melody Master: Clyde Lucas and His Orchestra
- 1938 : Vitaphone Pictorial Revue No. 12
- 1938 : Zero Girl
- 1938 : Larry Clinton and His Orchestra
- 1939 : My Pop
- 1939 : Mr. and Mrs. Jesse Crawford at Home
- 1939 : Haunted House
- 1939 : Broadway Brevity: The Broadway Buckaroo
- 1939 : The Saturday Night Swing Club
- 1939 : Melody Masters: Swing Style
- 1939 : Vitaphone Variety: History Repeats Itself
- 1940 : All Girl Revue
- 1940 : Bar Buckaroos
- 1940 : Drafted in the Depot
- 1941 : California or Bust
- 1942 : Hold 'Em Jail
- 1942 : Two for the Money
- 1942 : Mail Trouble
- 1943 : Hold Your Temper

### comme scénariste
- 1931 : He Loved Her Not
- 1931 : She Went for a Tramp
- 1931 : The Lone Starved Ranger
- 1931 : Trouble from Abroad
- 1931 : Use Your Noodle
- 1931 : The House Dick
- 1940 : Bar Buckaroos
- 1941 : An Ache in Every Stake (en) de  Del Lord
- 1941 : California or Bust
- 1942 : Sappy Birthday (en) de  Harry Edwards
- 1942 : Rough on Rents
- 1942 : Private Snuffy Smith d'Edward F. Cline